# ボイメン☆騎士
『ボイメン☆騎士』（ボイメンナイト、英称: BOYS AND MEN KNIGHT）は、2014年4月9日（4月8日深夜）から2015年4月1日（3月31日深夜）まで、中京テレビで放送されていた深夜バラエティ番組。放送時間は、毎週水曜0:29 - 0:59（火曜深夜、JST）。2014年12月より、Huluにて配信が行われている。
中京テレビの開局45周年記念企画番組である。

## 概要
名古屋および東海地方を拠点に活動する男性グループBOYS AND MEN、通称「ボイメン」の初の冠レギュラー番組である。
番組テーマは「男気を上げる」。「1年後（2015年春）に日本ガイシホールにて単独コンサートを開催」を目標に掲げ、メンバーが東海3県各地に出向いて体感型のロケ（ロケの内容は事前には知らされない）を敢行、それを通しての成長の過程を見せていく内容である。
初回放送は同時間帯視聴率1位を記録した。放送初期はスタジオセットでのトークとロケVTR鑑賞、スタジオライブとを合わせた構成が基本であった。次第にスタジオセットでのロケVTR鑑賞は減り、ロケVTRのみ、スタジオ企画のみ、という形式の放送が増える。
番組開始当初より目標に掲げてきた日本ガイシホールでのライブは、『ボイメン騎士 THE FINAL 夢の1万人ライブで重大発表!「オレ、卒業します。」』というタイトルに決定。このタイトルの意味は出演者たちには知らされず、「メンバーの誰かがグループを卒業するのか」という憶測も呼んだ。チケットは完売し、2015年2月28日にライブを開催。ここでタイトルの「卒業」が、3月をもっての番組終了（『ボイメン☆騎士』からの卒業）であると発表され、同時に引き続き同枠にてBOYS AND MENによる新番組『ボイメン☆MAGIC 〜夜の魔法をキミに〜』が中京テレビのほかTOKYO MXで放送されることが発表された。
最終回を除き、ノンスポンサーで放送された。

## 出演者
- BOYS AND MEN（水野勝・田中俊介・小林豊・辻本達規・田村侑久・本田剛文・勇翔・平松賢人・若菜太喜・土田拓海・吉原雅斗） - 派生ユニット「YanKee5」「誠」のメンバーである11名[注 2]がレギュラー出演者。
- ロボ先生 - 秘密基地から指令を与える、段ボール製のロボット[8]（という体の着ぐるみ）で、その正体は明かされていない。スタジオセットでのトーク部分の進行を担う。

### ゲスト
- 吉木りさ - 2014年9月17日放送のスタジオ企画「壁ドングランプリ」にヒロイン役として出演[9]。
- 名古屋オーシャンズ - 2015年1月14日放送のフットサル対決企画に出演[10]。
- NANTA - 2015年1月28日放送の「ワールドツアー第2弾 in 韓国」に出演[11]。

## 主な企画
「ボイメン☆突破団」や「漢メシ部」など、少人数のロケ企画の参加メンバーは「部員」と呼ばれる。企画の一部は次番組『ボイメン☆MAGIC』に引き継がれている。
- 坊主メン投票
  - 放送開始前より、「『男気がない』と判断されたメンバーには超過酷な制裁が加えられる」と発表されていた[1]。第2回の放送にて、その制裁は「坊主頭になる=坊主メンになること」と明かされた。番組公式サイト上にて約3か月間の視聴者ネット投票を行い、下記の夏フェスにおいて、吉原が「坊主メン」になると発表された[12][13]。
- ボイメン☆突破団
  - 自転車による坂道や峠道の走破、歩荷の体験など。主な部員は小林・田中・吉原。
- 漢メシ部
  - 大盛りメニューや激辛メニューなどの完食に挑む。部員は水野（部長）・勇翔・若菜。相反する企画として、小林の発案によるスイーツ店を訪ねる「乙女メシ部」も始動した[14]。
- 夏フェス企画
  - 2014年7月25日、Zepp Nagoyaにて『ボイメン☆騎士 2014夏フェス〜この夏、最高の思い出作らナイト☆〜』を開催。ダンスレッスン密着映像や、辻本がプロデューサーに扮して展開したグッズのプロデュース、ライブの模様などが数週にわたって放送された。
- 歌声集め隊
  - 中京テレビ『キャッチ!』内で、『24時間テレビ 「愛は地球を救う」』に向けて行われていた企画を番組内で放送したもの。吉原が主導となり、東海三県各地に赴いて一般参加者から「BELIEVE」の合唱を集める[13]。活動を総括した回（2014年9月10日放送）では、同企画参加者のスギちゃんや佐野祐子（中京テレビアナウンサー）らがVTRに出演した。
- 人気投票企画
  - BOYS AND MEN所属事務所との連動企画として、レギュラーメンバー11名の人気投票を開催。その結果（BOYS AND MEN#人気投票参照）から上位5名がエンディングテーマを歌う選抜メンバーになったほか、タイでの海外ロケを実施。下位6名は「草の根6」「アンダー6」などと呼ばれ、「ボイメンを知らない地域での普及活動」として、主に三重県の各地に赴いた[15]。
- スタジオ企画
  - 学力テストの結果から「おバカ解答」を弄るテスト企画[15]、点数を競い合うカラオケ企画などがある。

## スタッフ
- ナレーション：藤井利彦（中京テレビアナウンサー）[16]
- 企画：村井清隆
- 構成：加藤智久、宮崎祐人、松永英隆
- 協力：フォーチュンエンターテイメント
- 制作協力：CTV MID ENJIN、第二制作、極東電視台
- ディレクター：太田雅人、小宮直起
- 演出：神農貴洋、富田恭彦
- プロデューサー：簑羽慶
- 制作著作：中京テレビ

## テーマ曲
オープニングテーマ
- BOYS AND MEN「ヤンファイソーレ」

エンディングテーマ
- BOYS AND MEN「Chance for Change」
- BOYS AND MEN「グッジョブ! ムチューマン」

## DVDリリース
- ボイメン☆騎士 2014夏フェス〜この夏、最高の思い出作らナイト☆〜（2014年9月10日）[17] - 番組発、同タイトルの夏フェスを収録したライブDVD
- ボイメン☆騎士 VOL.1 汗と涙のチャレンジ!限界を超えろ!!『ボイメン・突破団』完全版（2014年12月17日、ポニーキャニオン）
- ボイメン☆騎士 VOL.2 激ウマ!満腹!ときどき涙…男が惚れる究極ごはん『ボイメン・漢メシ部』完全版（2014年12月17日、ポニーキャニオン）
- ボイメン☆騎士 VOL.3 11人の勇士!チームワークで超難関を撃破せよ!『ボイメン・全員チャレンジ』完全版（2015年2月4日、ポニーキャニオン）
- ボイメン☆騎士 VOL.4 裸!女装!そして海外進出!『ボイメン・ワールドワイルド』完全版（2015年2月4日、ポニーキャニオン）
- ボイメン☆騎士 夢の1万人ライブ（2015年3月21日）[17]

## 関連書籍
- 東海ウォーカー（角川マガジンズ） - 番組連動企画「密着 ボイメン☆騎士」を連載。